# غرومو أبولا
غرومو أبولا (بالإيطالية: Grumo Appula)‏ هي بلدة وبلدية في مقاطعة باري في إقليم بوليا في جنوب إيطاليا.

## السكان
في سنة 1861 بلغ عدد السكان 6٬527 نسمة، وتطور العدد ليصل في سنة 2011 لـ 12٬940 نسمة.
يظهر هذا المخطط البياني تطور النمو السكاني لـ غرومو أبولا

## أعلام
- نيكولا فينتولا
- سيرجيو روبيني
- ماركو بيانكي